# Il ponte di Londra
Il ponte di Londra è un romanzo dello scrittore e medico francese Louis-Ferdinand Céline, pubblicato in Francia postumo, nel 1964. Dopo aver pubblicato Guignol's band nel 1944 l'autore avrebbe voluto continuare il romanzo almeno in altre due parti, ma non riuscì che a lavorare alla seconda, nota anche come Guignol's band II. Come dice Henri Godard, "non si può dire di conoscere Céline se si trascura Guignol's band [...] opera doppiamente incompiuta: perché rispetto alle tre o quattro parti previste solo le prime due sono state scritte; perché la redazione della seconda parte [Il ponte di Londra] è caratterizzata da livelli di elaborazione diseguali e non è sicuro che [...] Céline le avrebbe pubblicate tali e quali."

## Trama
Il romanzo riprende le avventure del protagonista di Guignol's band, un giovane chiamato Ferdinand, nella Londra sotto i bombardamenti del 1915-1916. Alcune vicende si concludono, altre si aprono: presso il colonnello O'Colloghan, invischiato in uno strano giro per lo smercio di maschere antigas, Ferdinand incontra Virginia che poi resterà incinta, mentre Cascade lo intrappola nella sua banda. Tra allucinazioni e litigi, il romanzo finisce con la fuga, durante la quale si deve attraversare il London Bridge. 

## Edizioni
- prima ed. francese, Gallimard, Paris 1964
- ed. di riferimento, a cura di Henri Godard, in Romans, vol. III, Gallimard ("Bibliothèque de la Pléiade" n. 349), Paris 1988 ISBN 2-07-011155-5
- ed. tascabile Guignol's band I et II, Folio Gallimard, 1989 ISBN 2-07-038148-X 2007 ISBN 978-2-07-038148-7
- prima trad. italiana di Gianni Celati e Lino Gabellone, Einaudi, Torino 1971; trad. rifatta dal solo Celati per l'ed. 1996.
- Guignol's band I-II preceduti da Casse-pipe, a cura di Gianni Celati, Einaudi-Gallimard ("Biblioteca della Pléiade"), Torino 1996 ISBN 88-446-0029-3